# هنريك فلمنج
هنريك فلمنج (بالسويدية: Henrik Fleming)‏ هو دبلوماسي وسياسي سويدي، ولد في 15 أغسطس 1584، وتوفي في 7 نوفمبر 1650 في City of Stockholm (former municipality) ‏ في السويد.